# Polypodium saximontanum
Polypodium saximontanum är en stensöteväxtart som beskrevs av Michael D. Windham. Polypodium saximontanum ingår i släktet Polypodium och familjen Polypodiaceae. Inga underarter finns listade.